# Молибдат железа(II)
Молибдат железа(II) — неорганическое соединение, 
соль железа и молибденовой кислоты с формулой FeMoO4,
жёлто-коричневые кристаллы,
не растворяется в воде.

## Получение
- Реакция хлорида железа(II) и молибдата натрия:

{\displaystyle {\mathsf {FeCl_{2}+Na_{2}MoO_{4}\ {\xrightarrow {}}\ FeMoO_{4}\downarrow +2NaCl}}}

## Физические свойства
Молибдат железа(II) образует жёлто-коричневые кристаллы, которые имеют несколько модификаций:
- α-FeMoO4 — моноклинная сингония;
- β-FeMoO4 — метастабильное состояние, образуется при закалке кристаллов от температуры ≈600°С;
- FeMoO4-II — фаза высокого давления;

Не растворяется в воде.